# チェルカースィ州

チェルカースィ州
Черкаська область

チェルカースィ州（チェルカースィしゅう、ウクライナ語: Черкаська область チェルカースィカ・オーブラスチ）は、ウクライナの州の一つ。州都はチェルカースィ。ロシア語名はチェルカッシィ州。

## 地理
| 母語話者（チェルカースィ州） 2001 | 母語話者（チェルカースィ州） 2001 | 母語話者（チェルカースィ州） 2001 | 母語話者（チェルカースィ州） 2001 | 母語話者（チェルカースィ州） 2001 |
| --------------------------------- | --------------------------------- | --------------------------------- | --------------------------------- | --------------------------------- |
|                                   |                                   |                                   |                                   |                                   |
| ウクライナ語                      | ウクライナ語                      |                                   | 92.5%                             | 92.5%                             |
| ロシア語                          | ロシア語                          |                                   | 6.7%                              | 6.7%                              |

ウクライナの中央、ドニプロ川の中流に位置している。東はポルターヴァ州、南はキロヴォフラード州、西はヴィーンヌィツャ州、北はキーウ州と接している。
ドニプロ川によって右岸（西）と左岸（東）に区分される。前者はにドニプロ高地、後者はドニプロ低地を占めている。高地は平地でありながら、最高地点は275mとなっていて、河川と峡谷が多い。それに対して、低地は岡丘などはなく、湿地が多く見られる。
チェルカースィ州の最大の川がドニプロ川であるが、20世紀前半にドニプロ川の流域が破壊され、幾つかの水力発電所があるカニウ貯水池となっている。
平均気温は+7.2 ℃であり、冬は-5,9 ℃、夏は+19,5 ℃となっている。最低気温は−37 ℃、最高気温は+39 ℃である。

## 歴史
- 紀元前4000年－3000年：トルィピッリャ文化。
- 9世紀 - 13世紀：キエフ・ルーシの分国、キエフ公国とペレヤスラヴリ公国の領土。
- 1239年 - 1240年：モンゴル人によって略奪される。
- 13世紀末：チェルカースィ砦が築城される。
- 14世紀半：リトアニア大公国の領土となる。キエフ公国、のちキエフ県に属する。
- 15世紀：チェルカースィ砦は要塞に変更され、キエフ県内のチェルカースィ長官所が設立される。同地でウクライナ・コサックが登場する。
- 1648年 - 1657年：フメリニツキーの乱。ウクライナ・コサックの国家ヘーチマン国家が創立され、チェルカースィの周辺はチェルカースィ連隊となる。
- 1667年：アンドルソヴォ条約によってヘーチマン国家がロシア・ツァーリ国とポーランド・リトアニア共和国の間に分割され、両国の属国となる。チェルカースィ連隊はポーランド支配下に置かれ、廃止される。
- 18世紀半：ポーランドの政権に対し、チェルカースィの旧ウクライナ・コサックと農民はコリイウシチナという大反乱を起こす。ポーランド・ロシアの両軍によって鎮圧される。
- 1793年：ポーランド・リトアニア連合の分割により、チェルカースィの地域はロシア帝国の領土となる。
- 1797年：ロシア帝国のキエフ県に統合される。
- 1917年：ロシア革命の折、ウクライナ人民共和国が創立される。翌年、その共和国のチェルカースィ州が創立される。
- 1919年 - 1922年：チェルカースィの人民を中心に反共産主義・反ロシア帝国主義のホーロドヌィイ・ヤール共和国が創立される。ボリシェヴィキにとって滅亡される。
- 1929年：ウクライナ社会主義ソビエト共和国キエフ州とハルキウ州の間に分割される。
- 1954年1月7日：チェルカースィ州が創設される。

## 市町村
- チェルカースィ
- コールスニ＝シェウチェーンキウシクィイ
- チヒルィーン
- カニウ

## 人口
2001年ウクライナ国勢調査によるデータ。
- 総人口：1,402,900人[1]
- 都市人口：753,600人（54%）；農村人口：649,300人（46%）[2]
- 性別人口：男性は638,800人（46%）；女性は764,200人（54%）[3]

| \| 民族構成[4] \| 民族構成[4] \| 民族構成[4] \| 民族構成[4] \| 民族構成[4] \| \| ------------ \| ------------ \| ----------- \| ------------------- \| ------------------- \| \| \| \| \| \| \| \| ウクライナ人 \| ウクライナ人 \| \| 1,301,200人 (93.1%) \| 1,301,200人 (93.1%) \| \| ロシア人 \| ロシア人 \| \| 75,600人 (5.4%) \| 75,600人 (5.4%) \| \| ベラルーシ人 \| ベラルーシ人 \| \| 3,900人 (0.3%) \| 3,900人 (0.3%) \| |              |  |                     |                     |
| 民族構成 |              |  |                     |                     |
| |              |  |                     |                     |
| ウクライナ人 | ウクライナ人 |  | 1,301,200人 (93.1%) | 1,301,200人 (93.1%) |
| ロシア人 | ロシア人     |  | 75,600人 (5.4%)     | 75,600人 (5.4%)     |
| ベラルーシ人 | ベラルーシ人 |  | 3,900人 (0.3%)      | 3,900人 (0.3%)      |

## 観光
- 「タラス・シェフチェンコの故郷」国立博物館：ウクライナの詩人・画家タラス・シェフチェンコの少年時代に関する博物館。
- タラス・シェフチェンコの墓
- トラフテムィーリウ国立博物館：16世紀のウクライナ・コサックの根拠地についての博物館。
- チヒルィーン国立博物館：ヘーチマン国家の初首都、ボフダン・フメリニツキーの故郷
- ソフィーイウカ公園：18世紀末の樹木園

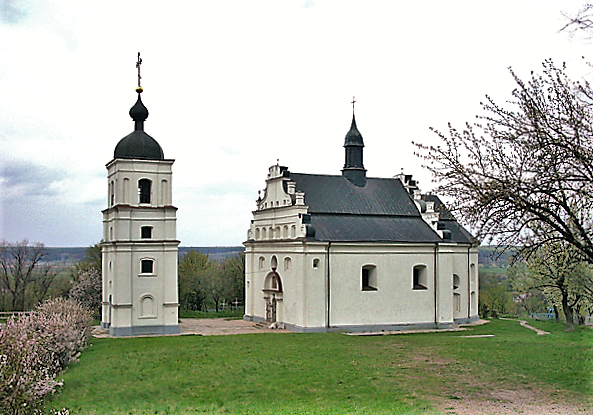
イッリャーの教会
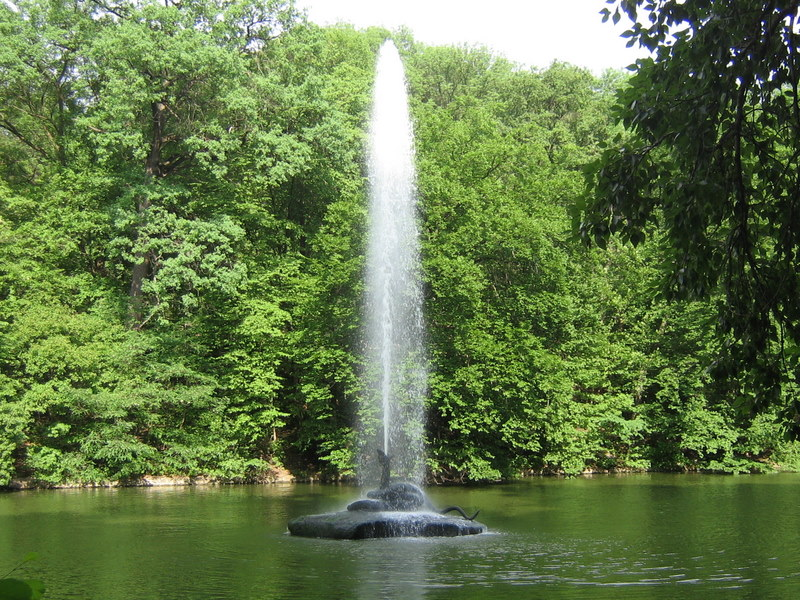
ソフィーイウカ公園